# Chelodina steindachneri
Chelodina steindachneri is een schildpad uit de familie slangenhalsschildpadden (Chelidae).

## Naam en indeling
De wetenschappelijke naam van de soort werd voor het eerst voorgesteld door Friedrich Siebenrock in 1914. Later werd de wetenschappelijke naam Hesperochelodina steindachneri gebruikt. De soortaanduiding steindachneri is een eerbetoon aan de Oostenrijkse zoöloog Franz Steindachner (1834 – 1919). Hij was directeur van het Naturhistorisches Museum Wien en gaf Siebenrock vier exemplaren om te bestuderen.

## Uiterlijke kenmerken
De schildpad bereikt een maximale schildlengte van 21 centimeter. Het is van alle Australische slangenhalsschildpadden de kleinste soort. Het schild is vrijwel perfect cirkelvormig en is relatief sterk afgeplat. De marginaalschilden zijn regelmatig van vorm, die aan de zijkanten zijn iets omhoog gekromd. De middelste drie wervelschilden vertonen een duidelijke, diepe en brede groef. De schildkleur is licht- tot chocoladebruin. Het schild van volwassen vrouwtjes vertoont vaak krassen als gevolg van de paarlustige mannetjes.
Het buikschild is geel tot oranje en vertoon soms zwarte kleuren aan de naden van de hoornplaten, vooral bij jongere dieren. De plastronformule is intergul > an > fem > hum > pec>< abd > gul.
De huid van de kop, poten en staart is lichtbruin. De nek is relatief lang en is aan de bovenzijde voorzien van kleine bultjes. De kop is spits aan de voorzijde en wordt naar achteren toe dikker. De huid van de kop is juist erg glad, de kleur van de iris is geel. De ogen zijn relatief ver aan de bovenzijde van de kop geplaatst.

## Levenswijze
Chelodina steindachneri is in staat om extreme droogte te overleven waarbij het water tot tien maanden wegblijft. Ze graven zich dan in in de modder die uiteindelijk uitdroogt maar weten toch te overleven. Zodra het gaat regenen komen ze tevoorschijn om te eten en te paren. De vrouwtjes zetten zeven tot acht eieren per jaar af, die een lengte hebben van dertig millimeter en achttien mm breed zijn. De eieren ontwikkelen zich binnen enkele maanden maar komen pas uit bij regenval. Volgens sommige waarnemingen kan dit jaren duren.

## Verspreiding en habitat
De schildpad komt endemisch voor in Australië en dan alleen in de staat West-Australië. In grote delen van de staat is de enige schildpaddensoort die er voorkomt. Met name in en rond de Murchisonrivier is Chelodina steindachneri zeer algemeen. De schildpad leeft in zeer droge omgevingen wat waarschijnlijk de kleine lichaamslengte verklaart.

## Beschermingsstatus
De schildpad is niet geëvalueerd door de IUCN (oktober 2022). Chelodina steindachneri wordt in droge tijden door de aboriginals opgegraven en naar kleinere poeltjes gebracht zodat ze kunnen eten. Hierdoor kunnen de dieren als voedselvoorraad worden gebruikt als het voedsel schaars wordt.